# 1288
Évszázadok: 12. század – 13. század – 14. század
Évtizedek: 1230-as évek – 1240-es évek – 1250-es évek – 1260-as évek – 1270-es évek – 1280-as évek – 1290-es évek – 1300-as évek – 1310-es évek – 1320-as évek – 1330-as évek
Évek: 1283 – 1284 – 1285 – 1286 –  1287 – 1288 – 1289 – 1290 – 1291 – 1292 – 1293

## Események

### Határozott dátumú események
- február 22. – IV. Miklós pápa megválasztása.[1]
- április 26. – I. Lúcia átveszi az uralmat a Tripoliszi Grófságban. (Lúcia 1289-ig uralkodik.)
- június 5. – A worringeni csata, melyet a Limburgi Hercegség birtoklásáért vívnak I. János brabanti herceg győzelmével végződik.
- június 11. – Gergely, csanádi püspök tölti be a kancellári tisztséget.[2]

### Határozatlan dátumú események
- az év folyamán –
  - IV. László király – miután kiközösítették – Esztergomban, majd a budai országgyűlésen ígéretet tesz életmódjának és az egyházzal szembeni viszonyának javítására, de ígérete színlegesnek bizonyul.[3]
  - I. Albert osztrák herceg leveri a bécsi polgárok felkelését és felszámolja az ellene irányuló nemesi összeesküvést.[4]

## Születések
- Károly Róbert magyar király

## Halálozások
- szeptember 30. – II. Leszek lengyel fejedelem